# Marvel Television
Marvel TV Studios (formalmente Marvel Television) é uma divisão da Marvel Entertainment no conglomerado The Walt Disney Company, agora uma divisão da Marvel Studios. Fundada em 28 de junho de 2010, a divisão é dedicada à produção de séries de televisão baseadas em personagens da Marvel Comics. A divisão é sediada na localização da afiliada ABC Studios.
A maioria das séries em live-action produzidas pela divisão estão dentro do Universo Cinematográfico Marvel, compartilhando continuidade com os filmes produzidos pela Marvel Studios, e a primeira série criada foi Agents of S.H.I.E.L.D. (2013-presente). A Marvel Television era chefiada por Jeph Loeb.

## História

### Divisão da Marvel Entertainment
Em 28 de junho de 2010, a Marvel Entertainment anunciou o início da Marvel Television, juntamente com a nomeação de Jeph Loeb para liderar a divisão como vice-presidente executivo, chefe de televisão. A divisão foi criada dentro da Marvel Studios, a subsidiária de cinema da Marvel.
Em outubro de 2010, foi anunciado que a primeira série de televisão em live-action da Marvel Television para a ABC seria centrada no Hulk, desenvolvida por Guillermo del Toro. Em dezembro de 2010, foi revelado que Melissa Rosenberg estava desenvolvendo AKA Jessica Jones, baseada na série de quadrinhos Alias e centrada em Jessica Jones, para a ABC, planejada para ir ao ar em 2011 da temporada de televisão 2011-2012.
Na San Diego Comic-Con International 2011, Loeb revelou que, além do projeto do Hulk de Del Toro e AKA Jessica Jones, a Marvel Television também tinha Manto & Adaga e Harpia em desenvolvimento na ABC Family. Em outubro de 2011, a ABC Studios vendeu um roteiro de Justiceiro para a Fox, que deu ao projeto um compromisso de produção do piloto. Em abril de 2012, a Marvel Television assinou com a Creative Artists Agency para representação de live-action. Em maio de 2012, foi anunciado que o projeto do Hulk, que iria contar os primeiros anos de Bruce Banner como o Gigante Esmeralda, não estava pronto para a temporada 2012-2013, e seria possível para a temporada 2013-2014. Também foi anunciado que a ABC engavetou AKA Jessica Jones.

Pôster da 1.ª temporada de Agents of S.H.I.E.L.D., a primeira série da Marvel Television

Em julho de 2012, foi reportado que a Marvel voltou a conversar com a ABC para criar uma série no Universo Cinematográfico Marvel e, em agosto de 2012, a ABC pediu que um piloto fosse escrito por Joss Whedon, Jed Whedon e Maurissa Tancharoen, e dirigido por Joss Whedon, que se tornou Agents of S.H.I.E.L.D. A série foi oficialmente encomendada em 10 de maio de 2013. Em setembro de 2013, a Marvel estava desenvolvendo uma série inspirada pelo "Marvel One-Shot", Agent Carter, centrada em Peggy Carter, com o Deadline informando que ela era uma das várias séries em desenvolvimento na Marvel.
Em outubro de 2013, a Marvel estava preparando quatro séries de drama e uma minissérie, totalizando 60 episódios, para apresentar aos serviços de vídeo sob demanda e provedores de cabo, com Netflix, Amazon e WGN America expressando interesse. Em novembro de 2013, foi anunciado que a Marvel forneceria a Netflix com séries em live-action baseadas em Demolidor, Jessica Jones, Punho de Ferro e Luke Cage, levando a uma minissérie baseada nos Defensores. Este formato foi escolhido devido ao sucesso de Os Vingadores, para o qual os personagens de Homem de Ferro, Hulk, Thor e Capitão América foram todos introduzidos separadamente antes de serem unidos no filme. O CEO da Disney, Bob Iger, declarou que a Netflix foi escolhida para exibir as séries, "quando a Disney percebeu que poderia usar o serviço de streaming como forma de aumentar a popularidade dos personagens" e que foi outra saída escolhida já que a ABC não poderia lidar com todas as séries da Marvel. Ele acrescentou que, se os personagens se tornassem populares, eles poderiam ganhar filmes. A Disney e a Marvel gastaram cerca de US$ 200 milhões em financiamento para as séries. As séries da Netflix estão situadas no Universo Cinematográfico Marvel.
Também foi revelado em novembro de 2013 que o projeto do Hulk de Guilhermo Del Toro foi arquivado, com Loeb dizendo, "quando nós vimos o que Joss Whedon e Mark Ruffalo estavam criando [no cinema], essa foi uma solução melhor". Em 8 de maio de 2014, a ABC oficialmente renovou Agents of S.H.I.E.L.D. para uma segunda temporada e encomendou Agent Carter, que depois estreou em janeiro de 2015.
No início de abril de 2015, duas séries não especificadas estavam em desenvolvimento para serem exibidas na ABC: uma era uma série spin-off de Agents of S.H.I.E.L.D. centrada em Bobbi Morse (Adrianne Palicki) e Lance Hunter (Nick Blood), que estava sendo desenvolvido por Bell e o roteirista Paul Zbyszewski baseada em histórias ocorrendo no final da segunda temporada e receberia seu próprio piloto em vez de um piloto backdoor; e outra com o roteirista-produtor John Ridley. Em 7 de maio de 2015, a ABC renovou Agents of S.H.I.E.L.D. e Agent Carter para uma terceira e segunda temporada, respectivamente.. Além disso, a ABC engavetou o spin-off de Agents de S.H.I.E.L.D., embora o presidente do ABC Entertainment, Paul Lee, não descartou o retorno ao spin-off no futuro, e Lee também confirmou que Ridley estava trabalhando em uma propriedade da Marvel para a ABC. Também em maio, Iger indicou que a Disney viu o potencial na criação de um serviço de de streaming dedicado ao conteúdo da Marvel como forma de "levar o produto ... diretamente ao consumidor".
Em agosto de 2015, o spin-off de Agents of S.H.I.E.L.D. recebeu nova vida como uma série retrabalhada, intitulada Most Wanted, com uma ordem de piloto. Bell e Zbyszewski desenvolveram de novo a série, enquanto também atuavam como co-roteiristas do piloto, produtores executivos e showrunners, com Loeb também anexado como produtor executivo. A série ainda se concentraria em Morse e Hunter, com Palicki e Blood estrelando, mas já não pretendia ser um verdadeiro spin-off de Agents of S.H.I.E.L.D. como se acreditava anteriormente, em vez disso "sendo descrita como uma nova tomada com foco na mesma dupla e suas contínuas aventuras".
No final de agosto de 2015, a subsidiária de cinema Marvel Studios foi integrada na Walt Disney Studios, com o presidente Kevin Feige reportando diretamente ao presidente da Walt Disney Studios, Alan Horn, em vez do CEO da Marvel Entertainment, Isaac Perlmutter. Marvel Television (anteriormente parte da Marvel Studios) foi deixada sob o controle da Marvel Entertainment e Perlmutter.
Em outubro de 2015, a ABC ordenou um piloto para uma sitcom, Controle de Danos, baseada empresa de construção homônima dos quadrinhos. A série está sendo desenvolvida por Ben Karlin. No final do mês, a FX ordenou um piloto para Legion, sobre David Haller, um jovem que pode ser mais do que humano. A série é produzida pela FX Productions (FXP) e pela Marvel Television. Também em outubro, a Fox Broadcasting Company anunciou que a 20th Century Fox Television e a Marvel Television estavam desenvolvendo uma série intitulada Clube do Inferno, baseada na sociedade secreta homônima dos quadrinhos.
Em janeiro de 2016, Lee afirmou que o piloto de Most Wanted começaria a produção "nos próximos meses" e anunciou que uma segunda série de comédia Marvel estava em desenvolvimento, além de Controle de Danos. Também em janeiro, a Netflix estava nos estágios iniciais do desenvolvimento de uma série de televisão do Justiceiro, estrelada por Jon Bernthal, que apareceu na segunda temporada de Demolidor.
Em abril de 2016, a rede de propriedade da ABC, Freeform, deu sinal verde a Manto & Adaga, com uma ordem direta para a produção da série, como o primeiro trabalho da Marvel com a ABC Signature. A série, que está situada no UCM, está programada para estrear em 2018. No final do mês, a Marvel e a Netflix oficializaram a série O Justiceiro, com Bernthal anexado para reprisar seu papel como o personagem principal. Em maio de 2016, a ABC cancelou Agent Carter e descartou o piloto para Most Wanted.
Em julho de 2016, a Fox e a Marvel anunciaram uma ordem piloto para uma série sem título desenvolvida por Matt Nix. A série, produzida pela 20th Century Fox e pela Marvel Television, se concentra em dois pais comuns que descobrem que seus filhos possuem poderes mutantes, forçando eles a fugir do governo e se juntar a uma rede subterrânea de mutantes. Nix serse como produtor executivo junto com Bryan Singer, Lauren Shuler Donner, Simon Kinberg, Loeb e Jim Chory. Também foi revelado que Clube do Inferno já não estava mais em desenvolvimento.
No mês seguinte, foi anunciado que Fugitivos havia recebido uma ordem de piloto, juntamente com roteiros adicionais, do serviço de streaming Hulu, baseada na equipe homônima. O piloto é escrito por Josh Schwartz e Stephanie Savage, que também servem como produtores executivos e showrunners. No final do mês, a Marvel Television e a ABC Studios estavam desenvolvendo uma série de comédia baseada nos Novos Guerreiros com a Garota Esquilo, com a série oferecida para canais a cabo e serviços de streaming. Em abril de 2017, a Freeform anunciou uma ordem direta para a série em live-action, Novos Guerreiros, com a primeira temporada, composta por 10 episódios de meia hora, indo ao ar em 2018. Em maio de 2017, Hulu encomendou Fugitivos a série com 10 episódios,  para estrear em 21 de novembro de 2017.
Em novembro de 2016, a Marvel Television e a IMAX Corporation anunciaram Inumanos, para ser produzida em conjunto com a ABC Studios, e para ir ao ar na ABC. A série, que é co-financiada pelo IMAX, teve os dois primeiros episódios e as sequências de ação subsequentes selecionadas sendo filmadas com câmeras digitais IMAX, tendo versões dos dois primeiros episódios sendo exibidas no IMAX a partir de 1 de setembro de 2017, durante duas semanas, antes de estrear na ABC em 29 de setembro.
Em maio de 2017, a Fox ordenou a produção da série de televisão de Matt Nix, agora intitulada The Gifted, e a FXX colocou uma ordem de produção para uma série animada baseada no Deadpool, que será co-produzida pela Marvel Television, FX Productions e ABC Signature Studios. Donald Glover e seu irmão Stephen Glover servirão como showrunners, produtores executivos e roteiristas da série. Em agosto de 2017, o vice-presidente sênior de programação original, Karim Zreik, indicou que a Marvel Television estava trabalhando com a ABC em uma  série focada em personagem feminina "estilo Jessica Jones".

## Produções

### Séries
Por razões executivas e criativas, as séries em live-action faziam menções aos filmes do Universo Cinematográfico Marvel porém o contrário não ocorria. Isso se dá pela questão de que a Marvel Studios não possuía controle criativo nas séries e precisava se reportar e impor suas vontades para a Marvel Entertainment, até meados de 2015 quando a Disney decide desmembrar o setor de filmes para que ele se reportasse diretamente ao CEO da Disney, dando mais autonomia e independência às produções. A partir daí, aos poucos, as séries da Marvel Television (que ainda se reportava ao CEO da Marvel Entertainment) passaram à serem mais criativamente livres em seu enredo, pois não havia muita comunicação com o desenvolvimento dos filmes.
Algunas séries também foram produzidas em parceria com outras companhias:
| Série                             | Exibição  | Temporadas | Parceira de produção | Rede original | Notas                                                                                    |
| --------------------------------- | --------- | ---------- | --- | ------------- | ---------------------------------------------------------------------------------------- |
| Agentes da S.H.I.E.L.D.           | 2013-2020 | 7          | ABC Studios Mutant Enemy Productions                                                                                      | ABC           |                                                                                          |
| Agente Carter                     | 2015-2016 | 2          | ABC Studios F&B Fazekas & Butters                                                                                         | ABC           |                                                                                          |
| Demolidor                         | 2015-2018 | 3          | ABC Studios Goddard Textiles DeKnight Productions (1ª temp.)                                                              | Netflix       |                                                                                          |
| Jessica Jones                     | 2015-2019 | 3          | ABC Studios Tall Girls Productions                                                                                        | Netflix       |                                                                                          |
| Luke Cage                         | 2016-2018 | 2          | ABC Studios | Netflix       |                                                                                          |
| Agents of S.H.I.E.L.D.: Slingshot | 2016      | 1          | ABC Studios | ABC.com       | Mini episódios (3-6 minutos)                                                             |
| Legion                            | 2017-2019 | 3          | Kinberg Genre FX Productions 26 Keys Productions The Donners' Company Bad Hat Harry Productions                           | FX            | Não faz parte do Universo Cinematográfico Marvel Parte do universo de filmes dos X-Men.  |
| Punho de Ferro                    | 2017-2018 | 2          | ABC Studios Devilina Productions                                                                                          | Netflix       |                                                                                          |
| Os Defensores                     | 2017      | 1          | ABC Studios Goddard Textiles Nine and a Half Fingers, Inc.                                                                | Netflix       | Minissérie                                                                               |
| Inumanos                          | 2017      | 1          | ABC Studios IMAX Corporation (financiadora)                                                                               | ABC           | Versões dos dois primeiros episódios foram exibidas em cinemas IMAX.                     |
| The Gifted                        | 2017-2019 | 2          | Kinberg Genre The Donners' Company Bad Hat Harry Productions 20th Century Fox Television Flying Glass of Milk Productions | Fox           | Não faz parte do Universo Cinematográfico Marvel; parte do universo de filmes dos X-Men. |
| O Justiceiro                      | 2017-2019 | 2          | ABC Studios Bohemian Risk Productions                                                                                     | Netflix       |                                                                                          |
| Fugitivos                         | 2017-2019 | 3          | ABC Signature Studios Fake Empire Productions                                                                             | Hulu          |                                                                                          |
| Manto & Adaga                     | 2018-2019 | 2          | ABC Signature Studios Wandering Rocks Productions                                                                         | Freeform      |                                                                                          |
| Helstrom                          | 2020      | 1          | ABC Signature Studios Lone Lemon Entertainment                                                                            | Hulu          |                                                                                          |
| M.O.D.O.K.                        | 2021      | 1          | 10k Multiverse Cowboy Stoopid Buddy Stoodios                                                                              | Hulu          |                                                                                          |
| Hit-Monkey                        | 2021      | 1          | Speck Gordon Inc. Floyd County Productions                                                                                | Hulu          |                                                                                          |

### Pilotos apenas
| Título           | Ano  | Parceira de produção  | Rede original | Notas                                                            |
| ---------------- | ---- | --------------------- | ------------- | ---------------------------------------------------------------- |
| Most Wanted      | 2016 | ABC Studios           | ABC           | Parte do Universo Cinematográfico Marvel. Série não encomendada. |
| Novos Guerreiros | 2017 | ABC Signature Studios | —             |                                                                  |